# Amstel Gold Race 1995
De Amstel Gold Race 1995 was 256 km lang en ging van Heerlen naar Maastricht. Op het parcours waren er 25 hellingen. Aan de start stonden 192 renners.
Het was de laatste editie van koersdirecteur en oprichter Herman Krott die afscheid nam en waarbij de toekomstig koersdirecteur Leo van Vliet meekeek met zijn voorganger.
Tour-winnaar van het jaar ervoor,  Miguel Indurain, stond aan de start en werd 31e.

## Verloop
Tijdens de doorkomst in Maastricht ontsnapt Jim Van De Laer. Beat Zberg, Davide Cassani, Jens Heppner en Laurent Madouas reageren. Even later sluiten ook Stefano Cattai en Mauro Gianetti aan. Tijdens de klim van de Hallembaye zetten Gianetti en Cassani aan, de rest lost. Gianetti wint in de sprint.

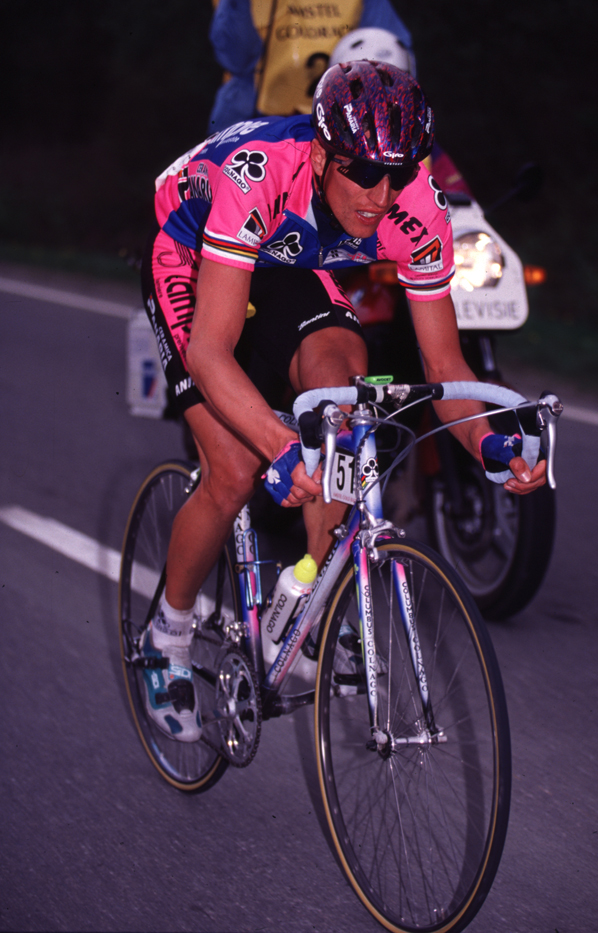
De Italiaanse renner Maurizio Fondriest in de AGR 1995, zou finishen op plek 27.

## Hellingen
De 25 hellingen gerangschikt op voorkomen op het parcours.

| 1. Adsteeg 2. Ubachsberg 3. Sibbergrubbe 4. Sint-Pietersberg 5. Bemelerberg 6. Brakkenberg 7. Dode Man 8. Schweiberg 9. Bovenste Bosch 10. Vijlenerberg 11. Gemmenicherweg 12. Drielandenpunt (Belgische kant) 13. Camerig | 14. Eperheide 15. Kruisberg 16. Eyserbosweg 17. Vrakelberg 18. Sibbergrubbe (2e maal) 19. Cauberg 20. Berg 21. Muizenberg 22. Saint Siméon 23. Hallembaye 24. Saint-Pierre 25. Sint-Pietersberg |

## Uitslag
| rang | renner             | land        | tijd       |
| ---- | ------------------ | ----------- | ---------- |
| 1    | Mauro Gianetti     | Zwitserland | 6u 38' 52" |
| 2    | Davide Cassani     | Italië      | z.t.       |
| 3    | Beat Zberg         | Zwitserland | op 0' 27"  |
| 4    | Olaf Ludwig        | Duitsland   | z.t.       |
| 5    | Jesper Skibby      | Denemarken  | z.t.       |
| 6    | Alberto Elli       | Italië      | z.t.       |
| 7    | Johan Museeuw      | België      | z.t.       |
| 8    | Steven Rooks       | Nederland   | z.t.       |
| 9    | Gianluca Bortolami | Italië      | z.t.       |
| 10   | Michele Bartoli    | Italië      | z.t.       |

1966 · 1967 · 1968 · 1969 · 1970 · 1971 · 1972 · 1973 · 1974 · 1975 · 1976 · 1977 · 1978 · 1979 · 1980 · 1981 · 1982 · 1983 · 1984 · 1985 · 1986 · 1987 · 1988 · 1989 · 1990 · 1991 · 1992 · 1993 · 1994 · 1995 · 1996 · 1997 · 1998 · 1999 · 2000 · 2001 · 2002 · 2003 · 2004 · 2005 · 2006 · 2007 · 2008 · 2009 · 2010 · 2011 · 2012 · 2013 · 2014 · 2015 · 2016 · 2017 · 2018 · 2019 · 2020 · 2021 · 2022 · 2023 · 2024 · 2025

Lijst van beklimmingen